# Ivan Kornilov
Pour les articles homonymes, voir Kornilov.
Ivan Alekseïevitch Kornilov (1899-1953) était un général soviétique.

## Biographie
Kornilov s'est élevé à ce rang en servant dans l'Armée rouge dans les années 1930 et fut promu général de division en juin 1940 ; Kornilov commandait la 45e division de fusiliers. Pendant l'Opération Barberousse il commande le 49e corps de fusiliers mais fut blessé et passa son commandement. Capturé peu après par les Allemands, il passe le reste de la guerre en détention. Comme tous les prisonniers de guerre, il fut suspect à la libération, mais reprit sa carrière militaire en tant que représentant militaire à l'Institut du plan de Kouïbychev de 1947 à 1950 et à l'université d'État de Rostov de 1950 à 1953.